# ZN-1
ZN-1（COH-1002）はソニー / ソニー・コンピュータエンタテインメントが開発したPlayStation互換のアーケードゲーム基板である。

## 概要
PlayStationの内部構成に加え、アーケードゲーム基板に必要な各種インターフェイスの追加、メインメモリの増設などを行っている。
他社からも同様なPlayStation互換基板が出ており、コナミGX700、タイトーFXシステム、ナムコSYSTEM11などが存在する。また、CPUクロック、メモリ量などを増強したZN-2が存在する。

## スペック

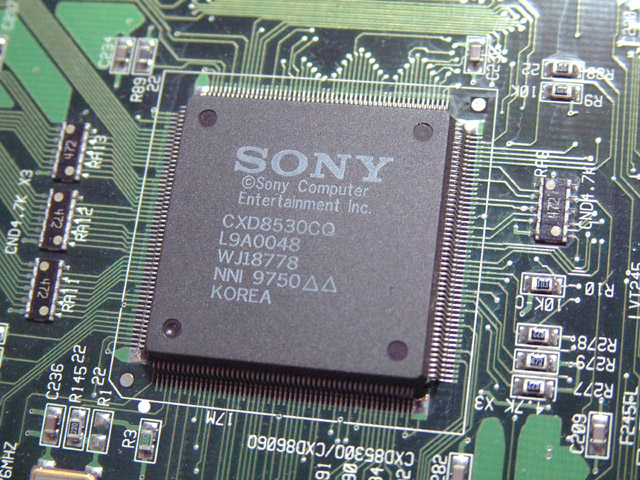
GTE/MPU CXD8530CQ（コナミGX700の実装例）

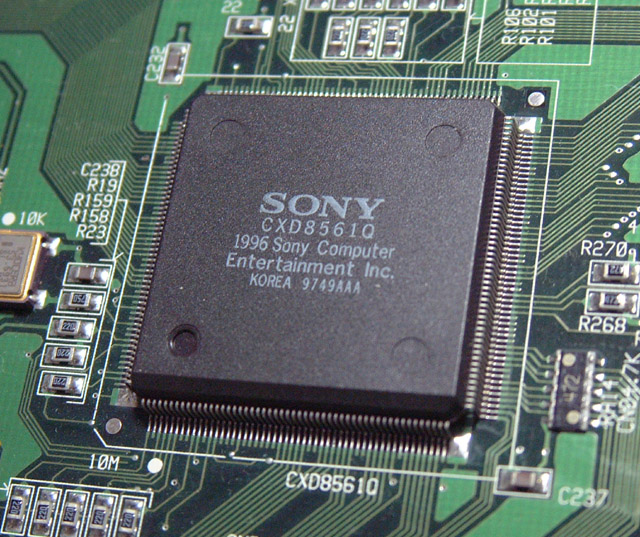
GPU CXD8561Q（コナミGX700の実装例）

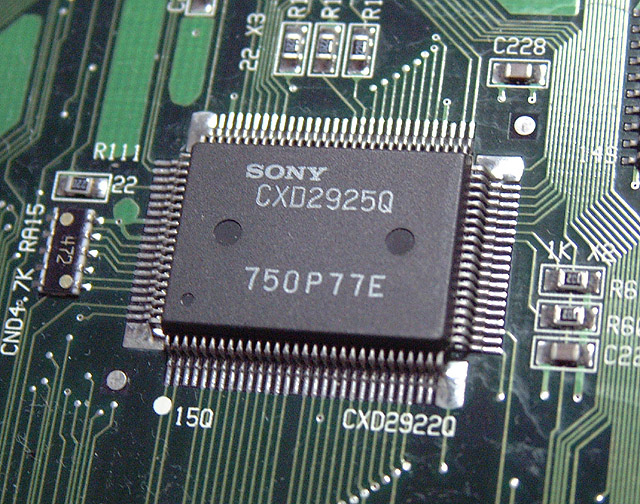
SPU CXD2925Q）コナミGX700の実装例）

- CPU: R3000カスタム 32bitRISC
  - クロック周波数：33.8688MHz（ZN-2は50MHz）
  - メインメモリ：2MB(ZN-2は2/4/ 8MB)
- コプロセッサ：GTE（ジオメトリエンジン）
  - 演算能力：最大150万ポリゴン/秒
  - 可変長の固定小数点演算
- グラフィック：GPU、VRAM 2MB（ZN-2は2/4/8MB / PlayStationは1MB）
  - 解像度：256ドット×224ライン（ノンインターレース）〜640ドット×480ライン（インターレース）
  - 色: 最大1677万色
  - 表示画面：1面
  - スプライト描画性能：最大表示4000個（1/60秒）
  - ポリゴン: 表示能力36万ポリゴン/秒、テクスチャマッピング、グーローシェーディング、半透明
- 画像伸張エンジン：MDEC(動画再生エンジン兼テクスチャ展開)
- 音源チップ：SPU16bit PCM
  - メモリ：512KB
  - サンプリング周波数：44kHz
  - 同時発音数：ステレオ、24チャンネル
  - カプコンタイトルにおいては、PSX SPUは用いず、QSoundチップを用いることもある。

## 構成
- JAMMA56ピンエッジ・コネクタ（電源、サウンド、1PLAYER / 2PLAYERコントローラインターフェイス）
- 2PLAYER、3PLAYER用コントローラインターフェイス
- スピーカー端子
- ビデオ出力端子
- アナログ入力端子
- トラックボールインターフェイス
- メモリカードインターフェイス
- メインメモリ拡張コネクタ（場合により未実装）
- 拡張ボード用コネクタ（96ピンコネクタ×2本）
- 設定内容保存用EEPROM(AT28C16 16kbit)
- GTE/MPU：CXD8530CQ
- GPU：CXD8561BQ
- SPU：CXD2925Q

## サブボード
テクモの『ギャロップレーサー2』では、ZN-1にROMを搭載するためのサブ基板を接続している。このサブボードにはHDLCコントローラ(uPD72103)、Z80(Z084004)、音源(YMZ280B)、音源用D/Aコンバータ(YAC513M)などが搭載可能となっているが、『ギャロップレーサー2』では未実装となっている。

## 主なタイトル

### ZN-1
- 闘神伝2（カプコン / タカラ）
- ギャロップレーサー（テクモ）
- スターグラディエイター（カプコン）
- ストリートファイターEX（カプコン / アリカ）
- ストリートファイターEX plus（カプコン / アリカ）
- 私立ジャスティス学園（カプコン）
- デッド オア アライブ++（テクモ）

### ZN-2
- スターグラディエイター2（カプコン）
- ストリートファイターEX2（カプコン / アリカ）
- テトリス ザ・グランドマスター（カプコン / アリカ）
- 超鋼戦紀キカイオー（カプコン）[1]
- ストリートファイターEX2 PLUS（カプコン / アリカ）[2]
- ストライダー飛竜2（カプコン）[3][4]